# Polskie Zrzeszenie Hoteli
Polskie Zrzeszenie Hoteli – stowarzyszenie działające w zakresie hotelarstwa z siedzibą w Warszawie. 

## Historia
W 1928 w celu podniesienia rangi i ochrony zawodu hotelarz oraz w celu ochrony prawnej nazw hoteli powstała Naczelna Organizacja Polskiego Przemysłu Hotelowego). Organizacja wydawała biuletyn informacyjny, w którym propagowała informacje o branży hotelarskiej w kraju i na świecie, a także wskazówki dla gestorów bazy noclegowej. Organizacja zapoczątkowała pierwsze szkoły hotelarskie w Polsce (w Zakopanem, Wiśle, Warszawie) – kładąc ogromny nacisk na kształcenie pracowników branży, które obejmowało naukę języków obcych (30 godzin tygodniowo) oraz liczne kursy dla barmanów, kucharzy, kelnerów, stewardów. Ważnym działaniem organizacji było wywieranie nacisku na władze lokalne w celu obniżenia podatków lokalnych. Ponadto organizacja prowadziła tzw. czarne listy – nierzetelnych klientów i biur podróży. Działalność zrzeszenia przerwała II wojna światowa. 
Pewną kontynuacją było powołanie w 1962 Polskie Zrzeszenie Hoteli Turystycznych, którego pierwszym sekretarzem generalnym był Bolesław Zandberg. Od 1996 stowarzyszenie działa pod obecną nazwą. Zrzeszenie organizowało w Warszawie targi „Trend Hotel” oraz współorganizowało na Międzynarodowych Targach Poznańskich targi „Tour-Salon”. Zrzeszenie prowadziło system rekomendacji hoteli, konkursy dla barmanów i kucharzy oraz konkurs wiedzy o hotelarstwie im. Leonarda Wellmanna i konkurs „O złoty klucz”. Zrzeszenie wydaje miesięcznik Hotelarz.

## Cele
- reprezentowanie polskiego hotelarstwa w kraju i za granicą,
- stały rozwój branży hotelarskiej i podnoszenie jakości obsługi klienta.
- upowszechnianie wiedzy zawodowej, szkolenie i kształcenie kadr dla potrzeb branży oraz wspieranie badań naukowych w tej dziedzinie.
- ochrony interesów zawodowych hotelarzy, gastronomików, pracowników turystyki i ośrodków wypoczynkowych, zakładowych itp.